# 史冬鹏
史冬鹏（1984年1月6日—），河北保定人，中国男子田径运动员，主攻110米跨栏，他的最好成绩是在2007年日本大阪世界田径锦标赛决赛上跑出的，名次为第五名、成績為13.19秒。

## 國際大型運動賽會
| 年   | 賽事                 | 舉辦城市          | 名次  | 項目                     | 記錄                     |
| ---- | -------------------- | ----------------- | ----- | ------------------------ | ------------------------ |
| 2001 | 亞洲青年田徑錦標賽   | 斯里巴加灣市      | 金牌  | 110公尺跨欄（106.7公分） | 14.05秒                  |
| 2002 | 亞洲運動會           | 釜山廣域市        | 第4名 | 110公尺跨欄（106.7公分） | 13.92秒                  |
| 2003 | 世界室內田徑錦標賽   | 英国 英格兰伯明罕 | 5h3   | 60公尺跨欄（106.7公分）  | 7.81秒                   |
| 2003 | 世界田徑錦標賽       | 法國巴黎          | 第6名 | 110公尺跨欄（106.7公分） | 13.55秒                  |
| 2003 | 亞洲田徑錦標賽       | 菲律賓馬尼拉      | 金牌  | 110公尺跨欄（106.7公分） | 13.50秒                  |
| 2004 | 世界室內田徑錦標賽   | 匈牙利布達佩斯    | 4h4   | 60公尺跨欄（106.7公分）  | 7.75秒（Season Best）    |
| 2004 | 夏季奧林匹克運動會   | 希腊雅典          | 6h4   | 110公尺跨欄（106.7公分） | 13.68秒                  |
| 2005 | 世界田徑錦標賽       | 芬兰赫爾辛基      | 3sf1  | 110公尺跨欄（106.7公分） | 13.44秒                  |
| 2005 | 亞洲田徑錦標賽       | 仁川廣域市        | 銀牌  | 110公尺跨欄（106.7公分） | 13.44秒                  |
| 2005 | 東亞運動會           | 中國澳門          | 銀牌  | 110公尺跨欄（106.7公分） | 13.36秒                  |
| 2006 | 世界室內田徑錦標賽   | 俄羅斯莫斯科      | 3sf2  | 60公尺跨欄（106.7公分）  | 7.63秒（Personal Best）  |
| 2006 | 亞洲運動會           | 杜哈              | 銀牌  | 110公尺跨欄（106.7公分） | 13.28秒                  |
| 2007 | 世界田徑錦標賽       | 日本大阪府        | 第5名 | 110公尺跨欄（106.7公分） | 13.19秒（Personal Best） |
| 2008 | 世界室內田徑錦標賽   | 西班牙瓦倫西亞    | 3sf1  | 60公尺跨欄（106.7公分）  | 7.65秒（Season Best）    |
| 2008 | 夏季奧林匹克運動會   | 中国北京市        | 5sf2  | 110公尺跨欄（106.7公分） | 13.42秒                  |
| 2009 | 亞洲田徑大獎賽       | 中国江蘇省蘇州市  | 金牌  | 110公尺跨欄（106.7公分） | 13.58秒                  |
| 2009 | 亞洲田徑大獎賽       | 中国江蘇省昆山市  | 金牌  | 110公尺跨欄（106.7公分） | 13.46秒                  |
| 2009 | 亞洲田徑大獎賽       | 中國香港          | 銀牌  | 110公尺跨欄（106.7公分） | 13.69秒                  |
| 2009 | 世界田徑錦標賽       | 德国柏林          | 4sf2  | 110公尺跨欄（106.7公分） | 13.42秒                  |
| 2009 | 亞洲田徑錦標賽       | 中国廣東省廣州市  | 銀牌  | 110公尺跨欄（106.7公分） | 13.67秒                  |
| 2010 | 世界室內田徑錦標賽   | 杜哈              | 5sf2  | 60公尺跨欄（106.7公分）  | 7.82秒（Season Best）    |
| 2010 | IAAF Continental Cup | 斯普立            | 銅牌  | 110公尺跨欄（106.7公分） | 13.53秒                  |
| 2010 | 亞洲運動會           | 中国廣東省廣州市  | 銀牌  | 110公尺跨欄（106.7公分） | 13.38秒（Season Best）   |
| 2011 | 亞洲田徑錦標賽       | 日本兵庫縣神戶市  | 銀牌  | 110公尺跨欄（106.7公分） | 13.56秒                  |
| 2011 | 世界田徑錦標賽       | 大邱廣域市        | 5sf2  | 110公尺跨欄（106.7公分） | 13.57秒                  |
| 2012 | 世界室內田徑錦標賽   | 土耳其伊斯坦堡    | 6h3   | 60公尺跨欄（106.7公分）  | 8.15秒（Season Best）    |
| 2012 | 夏季奧林匹克運動會   | 英国 英格兰倫敦   | 7h1   | 110公尺跨欄（106.7公分） | 13.78秒                  |

## 性格
史冬鹏为人憨厚、老实。所以很多媒体记者、队友以及观众们都亲切地称呼他为“大史”。

## 外部連結
- 史冬鹏在国际奥林匹克委员会的资料
- 史冬鹏在的頁面